# Могаукский язык

Этнический ареал могауков

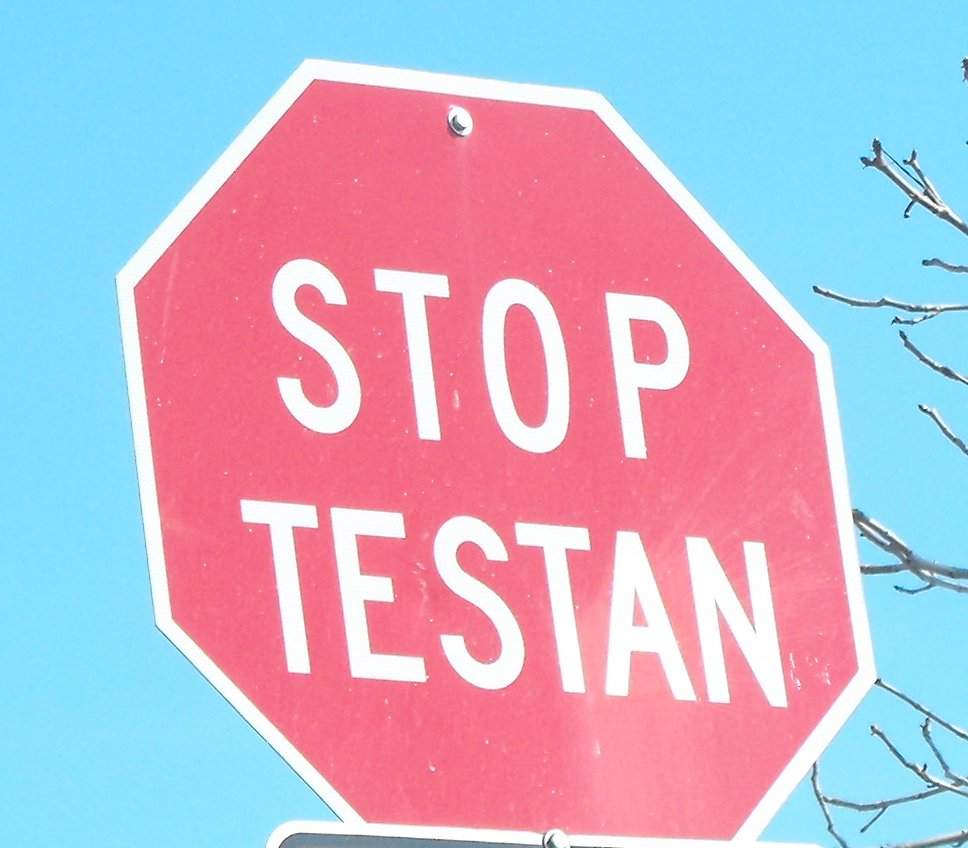
Дорожный знак STOP на английском и могаукском языках

Могаукский язык (Kanien’kéha) — индейский язык Северной Америки, один из северных ирокезских языков, распространенный среди народности могаук, проживающей на территории США и Канады. Самоназвание языка, Kanien’kéha, переводится как «народ кремня». А сам термин «могаук» (в переводе — «каннибалы») начал использоваться соседствовашими и соперничавшими с ирокезскими племенами алгонкинами. В письменной основе языка лежит латиница.

## Генеалогическаяиареальнаяинформация
Племя мохоков исторически расселилось в местностях, близлежащих к Великим озёрам (в частности, к озеру Онтарио), находящимся на территориях США и Канады. Общины носителей языка сосредоточены в шести резервациях:
- Аквесасне (частично расположена на севере штата Нью-Йорк (Сент-Реджис) и частично в канадских провинциях Онтарио (Аквесасне 59) и Квебека (Аквесасне 15));
- Сикс-Нейшенс (южная часть провинции Онтарио вдоль реки Гранд-Ривер);
- Тиендинага (к западу от Белвилла на берегу залива Куинт в провинции Онтарио);
- Уота (городской муниципалитет Мускока вблизи сельской общины Бала в провинции Онтарио);
- Канесатаке (расположена в месте слияния рек Оттава и Святого Лаврентия в провинции Квебек);
- Канаваке (южный берег реки Святого Лаврентия в провинции Квебек);

Принадлежит к ирокезской языковой семье, её северной ветви и внутри ветви к группе мохок-онейда, поэтому имеет наибольшую степень родства с языком онейда. Несмотря на то что в этих языках много схожей лексики, носители не способны полноценно понять друг друга.

## Социолингвистическаяинформация
По данным Omniglot, на 2015 год в США было 2050 носителей языка, на 2016 год в Канаде — 990. ЮНЕСКО относит могаукский язык к категории Definitely Endangered в «Атласе языков мира, находящихся под угрозой исчезновения». Могаукский преподается в местных школах с 1970 года, а в 1972 году, под началом учителей, переводчиков и могаукских представителей старшей возрастной группы была разработана орфография языка, но находят применение и другие системы правописания. Стандартная форма письменного языка была установлена на конференции по стандартизации могаукского языка, прошедшей в августе 1993 года в Тайендинага. В настоящее время проводятся курсы по погружению в могаукский язык для детей и взрослых в Аквесасне и других сообществах могауков.
Всеми взрослыми представителями этноса могауков используется в качестве основного языка, в то время как среди младшего поколения эта тенденция встречается уже не так часто. В основном, носители могаукского являются билингвами и параллельно с могаукским владеют английским языком.
Традиционно могаукский язык имеет три диалекта:
- Западный диалект (Ohswé:ken и Kenhté:ke)
- Центральный диалект (Ahkwesáhsne)
- Восточный диалект (Kahnawà꞉ke и Kanehsatà꞉ke)

Их наличие объясняется географическим расселением могауков с XVIII века. Между собой имеют значительные фонетические различия, которые проявляются, например, в произношении ротических согласных, в частности звука /r/, а также в консонантных кластерах.

## Фонология

### Согласные
|                     | Зубные (дентальные) | Палатальные | Велярные | Глоттальные |
| ------------------- | ------------------- | ----------- | -------- | ----------- |
| Носовые             | n                   |             |          |             |
| Взрывные            | t (d)               |             | k (g)    | ʔ           |
| Аффрикаты           |                     | d͡ʒ          |          |             |
| Фрикативы (щелевые) | s (z)               |             |          | h           |
| Аппроксиманты       | l                   | j           | w        |             |
| Ротические          | r                   |             |          |             |

### Гласные
|                | Передний ряд | Средний ряд | Задний ряд |
| -------------- | ------------ | ----------- | ---------- |
| Верхний подъём | i iː         |             | ũ ũː       |
| Средний подъём | e eː         | ʌ̃ ʌ̃ː        | o oː       |
| Нижний подъём  |              | a aː        |            |

| Первый согласный↓ · Второй согласный→ | t  | k  | s  | h  | l  | n  | d͡ʒ  | j   | w  |
| ------------------------------------- | -- | -- | -- | -- | -- | -- | --- | --- | -- |
| t                                     | tt | tk | ts | th |    |    |     |     |    |
| k                                     | kt | kk | ks | kh |    |    |     |     | kw |
| ʔ                                     | ʔt | ʔk | ʔs |    | ʔl | ʔn | ʔd͡ʒ | ʔj  | ʔw |
| s                                     | st | sk | ss | sh | sl | sn |     | sj  | sw |
| h                                     | ht | hk | hs |    | hl | hn | hd͡ʒ | hj  | hw |
| l                                     |    |    |    | lh |    |    |     | lj  |    |
| n                                     |    |    |    | nh | nl |    |     | nj  |    |
| d͡ʒ                                    |    |    |    |    |    |    |     | d͡ʒj |    |
| w                                     |    |    |    | wh |    |    |     |     |    |

|         | Фонематическая транскрипция | Фонетическая транскрипция западного диалекта | Фонетическая транскрипция центрального диалекта | Фонетическая транскрипция восточного диалекта |
| ------- | --------------------------- | -------------------------------------------- | ----------------------------------------------- | --------------------------------------------- |
| Семь    | /tsjáːta/                   | [ˈd͡ʒaːda]                                    | [ˈd͡ʒaːda]                                       | [ˈd͡zaːda]                                     |
| Девять  | /tjóhton/                   | [ˈdjɔhdũ]                                    | [ˈɡjɔhdũ]                                       | [ˈd͡ʒɔhdũ]                                     |
| Я падаю | /kjaʔtʌʔs/                  | [ˈɡjàːdʌ̃ʔs]                                  | [ˈɡjàːdʌ̃ʔs]                                     | [ˈd͡ʒàːdʌ̃ʔs]                                   |
| Собака  | /érhar/                     | [ˈɛrhar]                                     | [ˈɛlhal]                                        | [ˈɛːɽhaɽ]                                     |

### Морфология
В могаукском языке местоимения различаются сразу по многим категориям: лицо (1-е, 2-е, 3-е), число (единственное, двойственное, множественное), род (мужской, женский/неопределённый, женский/нейтральный), инклюзивность/эксклюзивность местоимения «мы» (двойственного и множественного числа). Сведения о местоимениях обычно передаются в приставках глаголов; отдельные слова для местоимений используются для выделения в речи. Имеются 3 парадигмы местоименных приставок: субъективная (с динамическими глаголами), объективная (со статическими глаголами) и транзитивная.